# Église Notre-Dame de La Souterraine
L'église Notre-Dame de La Souterraine est située à La Souterraine, dans le département de la Creuse, en région Nouvelle-Aquitaine en France.

## Localisation
L'église se trouve boulevard Mestadier, au centre de la ville.

## Histoire
Le site a une vocation religieuse depuis le début du XIe siècle où Géraud de Crozant, vicomte de Bridiers, possède une villa vraisemblablemnt dotée d'un sanctuaire lui-même implanté sur une ancienne nécropole. Il fait don des lieux vers 1015 à l'abbaye Saint-Martial de Limoges. Un prieuré s'y développe à partir de l'ancien sanctuaire ; il sera progressivement inclus dans une grande église, initiée au milieu du XIIe siècle.
Chef-d'œuvre de transition du roman vers le gothique. Restaurée par Paul Abadie au XIXe siècle, elle conserve également une crypte située sous le chœur et le transept, construite par les moines de l'abbaye Saint-Martial de Limoges vers l'an 1000 selon différents indices.
L'édifice auquel le granite confère un aspect sévère fut bâti aux XIIe et XIIIe siècles. La façade, avec son portail polylobé en arc légèrement brisé que flanquent deux lanternons, témoigne d'une influence mozarabe possiblement due aux pèlerins de Saint-Jacques-de-Compostelle, La Souterraine se trouvant sur la Via Lemovicensis, une des principales routes de ce pèlerinage, partant de Vézelay.
En 2003, le clocher de l’église menaçait d'effondrement du fait d’une fissure, obligeant des mesures d’urgence de stabilisation de l’édifice avec des restrictions de circulation.
De 2018 à 2021, d’autres travaux de réhabilitation ont été menés sur le fût du clocher, la flèche ainsi qu’une partie du bas-côté sud de l’édifice. Subventionnés à 50% par l’État et 15% par la Région Nouvelle-Aquitaine, ils ont fait l’objet d’une souscription publique ouverte à tous et soutenue par la Fondation du patrimoine.
L'édifice est classé au titre des monuments historiques par la liste de 1840.

## Description
L'église s'impose sur la cité par son clocher haut de plus de 60 m.
L'accès à la crypte s'effectue depuis la place d'Armes.

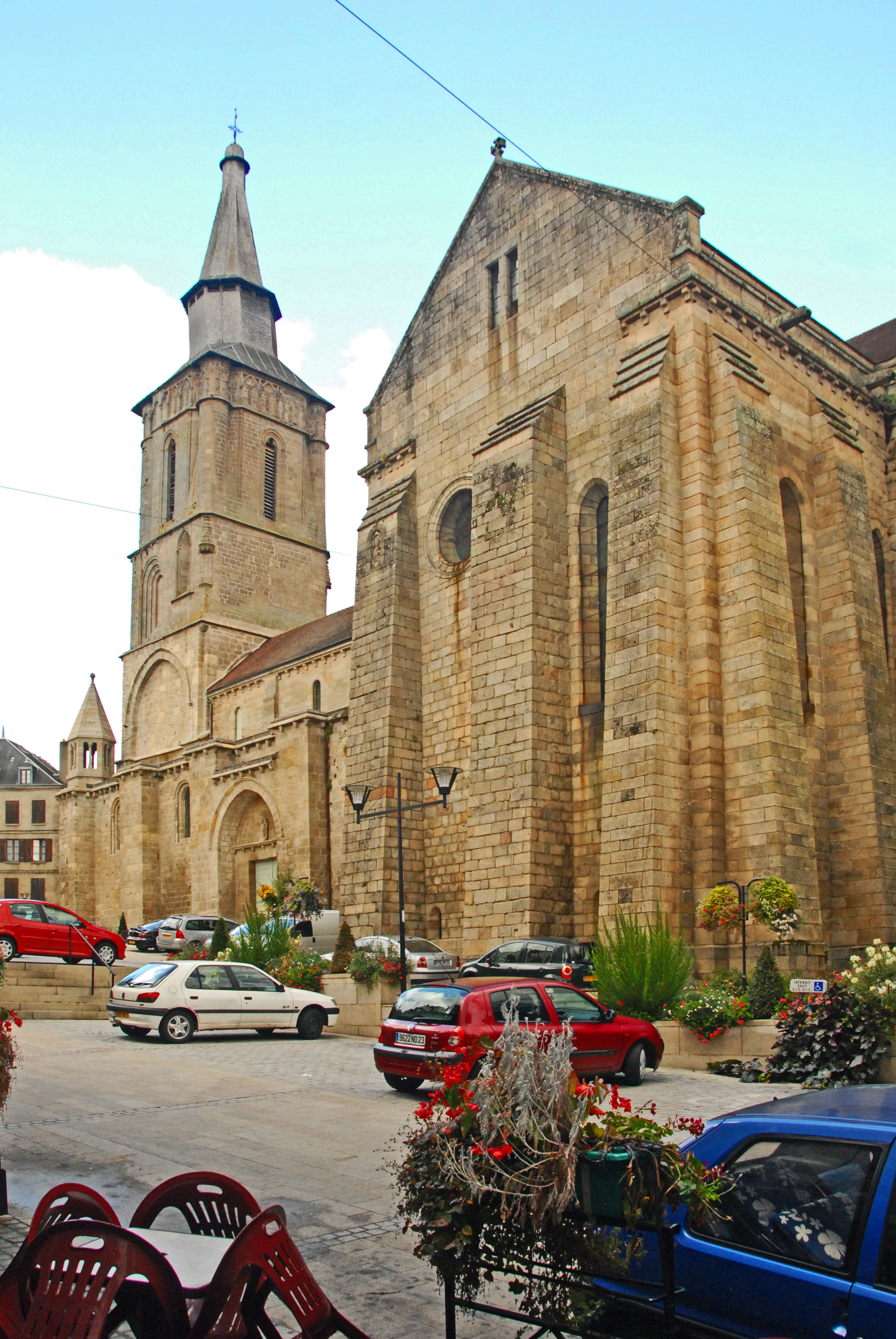
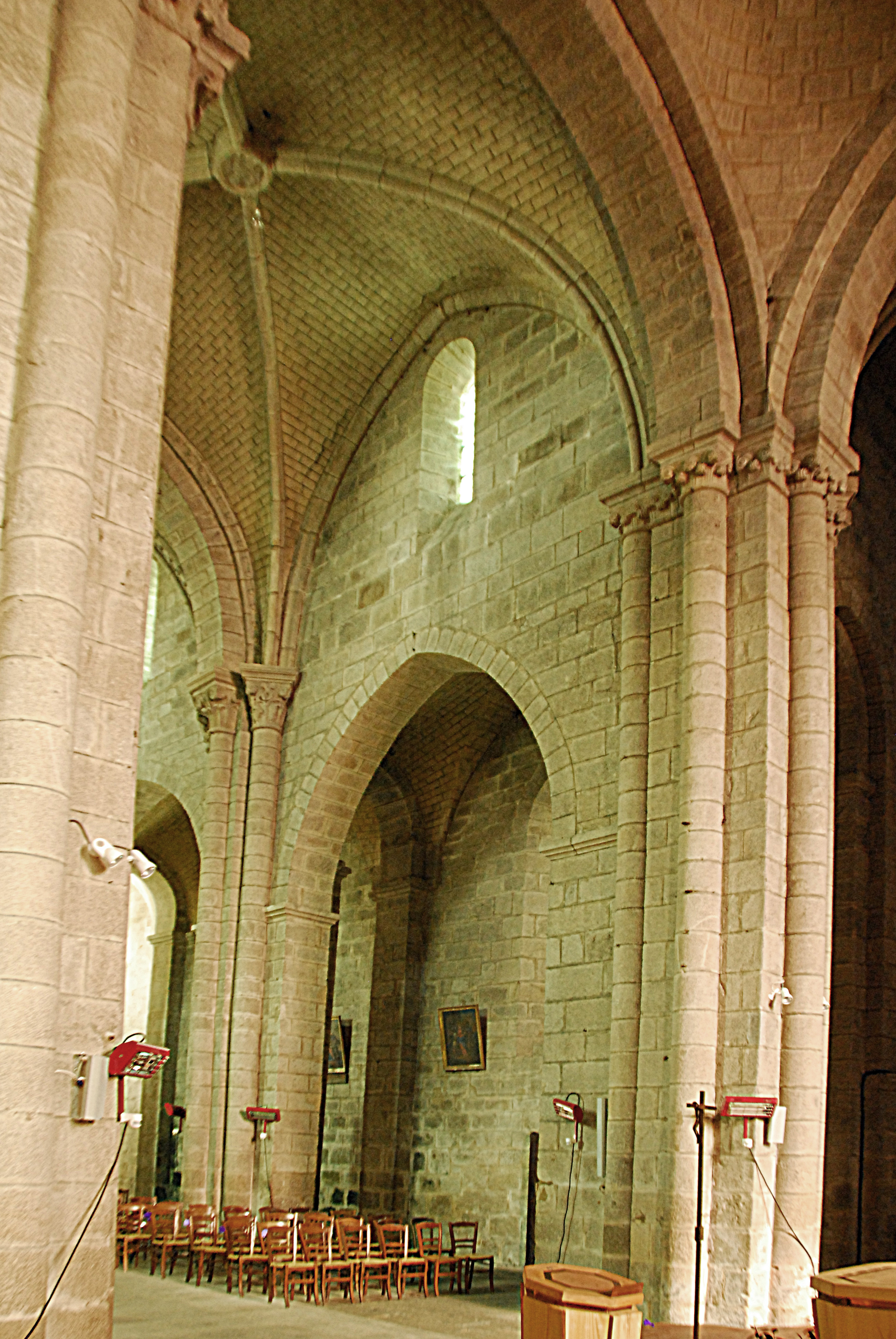
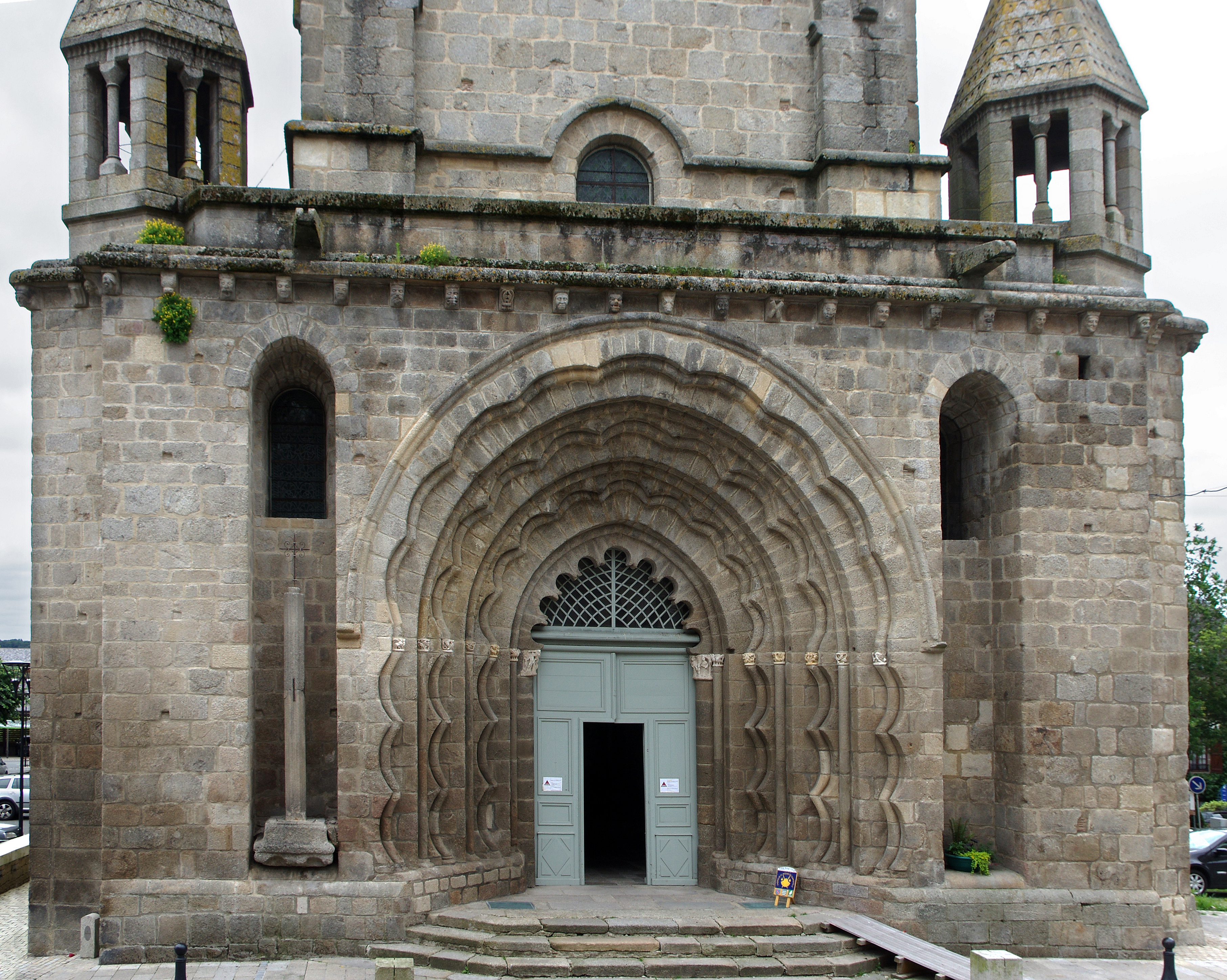
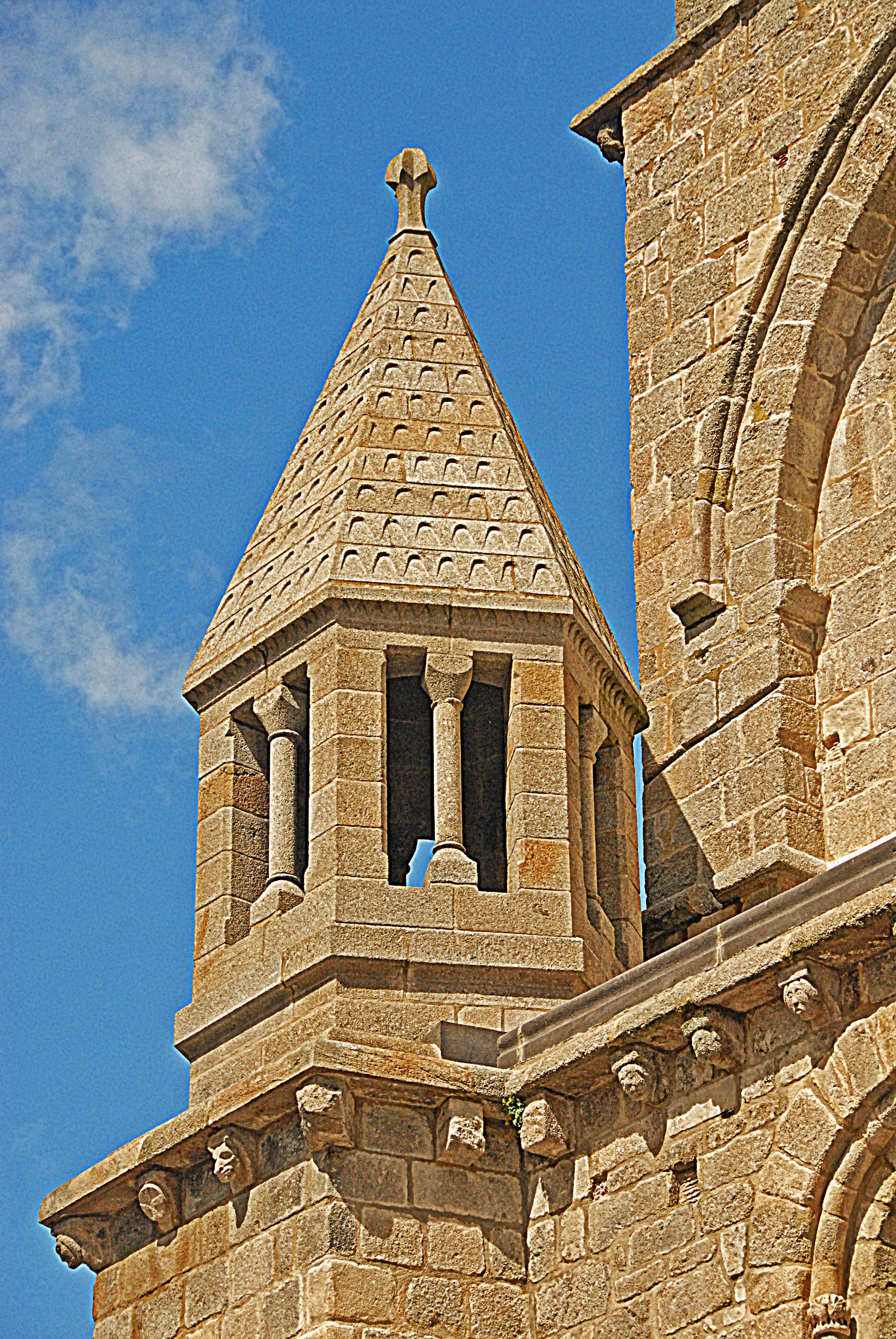
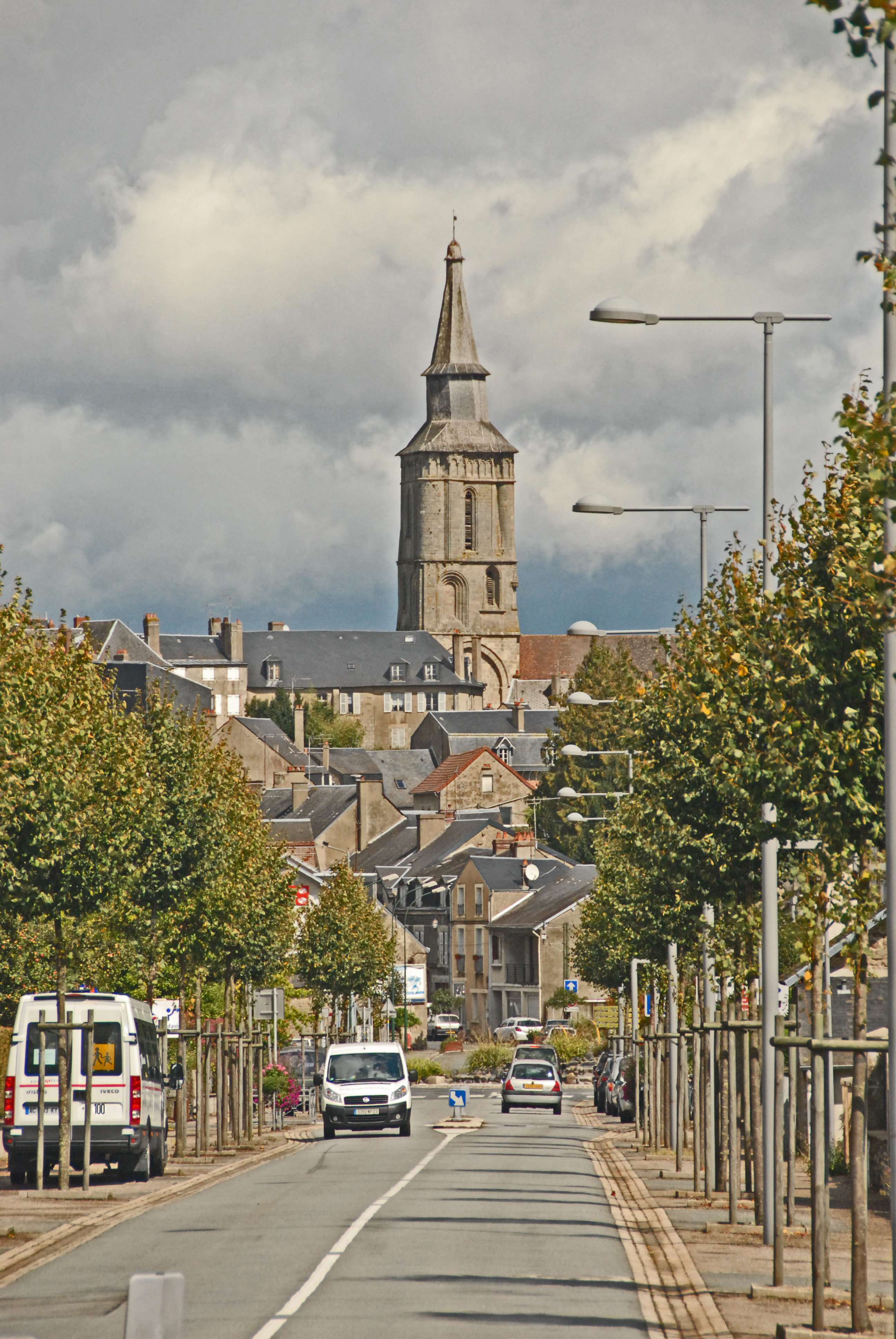

## Mobilier
De nombreux objets sont protégés dans le cadre de la base Palissy dont une cloche de 1555, déposée.

## Valorisation du patrimoine
L'église détient un patrimoine mobilier conséquent qui est notamment présenté en diverses occasions aux pèlerins jacquaires de la Via Lemovicensis.